# Евтоски, Стефан
Стефан Евтоски (макед. Стефан Јевтоски; родился 2 сентября 1997 года в Скопье, Республика Македония) — северомакедонский футболист, полузащитник.

## Клубная карьера
Стефан — воспитанник клуба «Металлург» (Скопье), в системе которого находился в 2014—2016 годах. Зимой 2016 года перешёл в болгарский клуб «Локомотив» (Пловдив). 29 ноября того же года в матче против «Монтаны» дебютировал в чемпионате Болгарии, а 12 мая 2017 года в матче против «Левски» забил первый гол в болгарском чемпионате. В августе 2017 года по обоюдному согласию с «Локомотивом» расторг контракт. С ноября 2017 года играл за клуб второго хорватского дивизиона «Вараждин».
В июле 2018 года подписал контракт с украинским клубом «Арсенал-Киев». Впоследствии играл за «Работнички» и «Уйпешт».

## Карьера в сборной
Играл за различные юношеские и молодёжные команды Македонии.